# Rauf Orbay

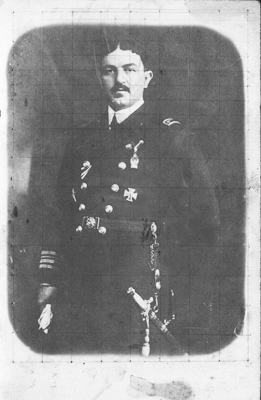
Hüseyin Rauf Bey

Hüseyin Rauf Orbay (osmanisch حسين رؤوف Ḥüseyin Ra’ūf; * 27. Juli 1881 in İstanbul; † 16. Juli 1964 ebenda) war ein osmanischer Marineoffizier und Staatsmann, der in den Jahren 1922 und 1923 – im Verlauf des Türkischen Befreiungskriegs – Präsident des Rates der Vollzugsbeauftragten war.

## Leben
Der Vater Rauf Orbays war Mehmet Muzaffer Pascha. Dieser stammte aus Abchasien, brachte es zum Admiral und war Mitglied des osmanischen Parlaments. Die Mutter, Rüveyde Hanım, stammte aus Kreta und gehörte dem kurdischen Stamm der Bedirxan an. Rauf Orbay beendete die Kadettenanstalt 1899 und diente danach als Offizier in der osmanischen Marine. Er war Kommandant des Kreuzers Hamidiye während des Balkankrieges und des Krieges um Tripolis. Orbay stieg rasch auf. Am 30. Oktober 1918 unterzeichnete er den Waffenstillstand von Mudros als Marineminister. Als der Türkische Befreiungskrieg begann, trat er von seinem Regierungsamt zurück und ging nach Ankara, um mit Mustafa Kemal zusammenzuarbeiten. Er wurde auf dem Kongress von Erzurum am 23. Juli 1919 zum Mitglied des Repräsentativkomitees gewählt. Am Kongress von Sivas am 4. September 1919 beteiligte er sich als Delegierter aus Sivas mit und wurde zum stellvertretenden Vorsitzenden gewählt.
Während des Befreiungskrieges war er vom 12. Juli 1922 bis zum 4. August 1923 der dritte „Ministerpräsident“. 1924 war er einer der Gründer der Oppositionspartei Terakkiperver Cumhuriyet Fırkası (Progressive Republikanische Partei). Als seine Partei 1925 verboten wurde, ging er für zehn Jahre nach Europa ins Exil. 1933 wurde er amnestiert und kehrte 1935 nach anfänglichem Zögern zurück. Er wurde 1939 als Abgeordneter aus Kastamonu Mitglied der Großen Nationalversammlung der Türkei.
Während des Zweiten Weltkrieges war er von 1942 bis 1944 türkischer Botschafter in London.

## Autobiografie
- Cehennem Değirmeni („Windmühle de Hölle“). Emre Publishing, September 1993